# Bloedverwantschap
Bloedverwantschap of consanguiniteit (letterlijk: gemeenschappelijk bloed) is de relatie tussen twee personen die een gemeenschappelijke voorouder hebben.
Merk het verschil op met een geestelijke verwante, zoals de genealogische verwantschap tussen een stiefkind en een stiefouder, of tussen een petekind en de doopouders: dit zijn weliswaar nauwe verwanten, maar niet noodzakelijk bloedverwanten.
Voor verwantschap in de antropologische betekenis, zie Verwantschap.

## Graad van bloedverwantschap
De mate van bloedverwantschap wordt uitgedrukt in graden. Er bestond een verschillende telwijze van de graden naargelang het canoniek recht en het romeinse recht. In het Romeinse recht telt men de geboortes tussen de ene persoon en de gemeenschappelijke voorouder, en vervolgens die tussen deze voorouder en de andere persoon. In het canonieke recht telde men (tot 1983) het aantal geboortes in de langste lijn naar de gemeenschappelijke voorouder. Bij twee personen van dezelfde generatie zal de oude canonieke graad dus de helft zijn van de Romeinse graad. In het canonieke stelsel is het merkwaardig dat twee neven onderling even sterk verwant zijn als ieder voor zich met de gemeenschappelijke grootvader (tweede graad).

## Huwelijksverbod historisch
Er geldt een huwelijksverbod wanneer twee personen te dichte bloedverwantschap hebben. Dit bloedverwantschapsvoorbehoud vindt een juridische grondslag in het Romeins recht (en uiteraard de praktische vaststelling dat inteelt aanleiding gaf tot genetische fenomenen).
Het canonieke recht heeft de wetsregel uit het Romeinse recht later overgenomen, alhoewel er in de Bijbel geen duidelijke fundamenten te vinden zijn om een huwelijksverbod te staven. De laatste verboden verwantschapsgraad werd op zeven gebracht op initiatief van bisschop Isidorus van Sevilla (rond 600). Zijn stelling werd destijds beargumenteerd met het argument dat ook God de zevende dag rustte: quia in septimo die quievit Deus ex omnibus operibus suis.
In het Duitse Rijk werd tijdens de 11e eeuw het betwisten van de legitimiteit van een huwelijk op grond van de 7e-graadsregel een politiek wapen bij uitstek. Hoewel eerst van toepassing in het erfrecht, wordt de verbodsregel namelijk vanaf het Decretum Burchardi (Burchard van Worms, 1008-1012) met het huwelijksrecht vermengd. Overtredingen werden door de paus, echter veelal op aansturen of met instemming van de Duitse keizer, met excommunicatie en ontbinding van de contracten bestraft. Voor edelen met ambities in het hogere rijksbestuur bracht dit ernstige problemen mee, daar zij door een dergelijke maatregel in principe uit hun ambten ontheven werden.
Ook bij de verkiezing van de Duitse keizers werd nauw toegekeken dat de verbodsregel werd geëerbiedigd en leidden zelfs hogere dan de 7e verwantschapsgraad tot kritiek.
De canones-verzameling van Bonizo van Sutri (1090-1095), het Eerste Lateraans Concilie (1123) en het Decretum Gratiani (Bologna, 1140) bevestigen nog steeds de strenge 7e graad. Het is pas bij het vierde concilie van Lateranen (1215) dat paus Innocentius III de verboden graad tot vier terugbracht. Andermaal moest men zich op een spitsvondigheid beroepen, ditmaal uit de Grieks-Romeinse wijsbegeerte, namelijk dat er ook vier humores en vier elementa bestonden. Tegelijk werd de praktijk van dispensaties voorafgaand aan het huwelijk ingevoerd, daar waar dispensaties voorheen veeleer vergoelijkingen waren van een reeds geconsummeerde toestand of een politiek compromis.
In het Franse en Engelse koninkrijk was de norm aanzienlijk lakser, of althans minder politiek gedreven dan in het Duitse rijk. Tijdens de 11e eeuw voldoen de huwelijksverbintenissen daar niet altijd aan de aanzienlijk strengere nuptiale restricties uit het Duitse rijk. Het protest van de paus of de plaatselijke bisschoppen sorteerde dan ook niet altijd het gewenste politieke effect.

## Burgerlijk recht
De verwantschapsgraad wordt in het Nederlands burgerlijk recht volgens de Romeinse rekenregel geteld. Dit is in Nederland vastgelegd in artikel 3 van Boek 1 van het Burgerlijk Wetboek:
De graad van bloedverwantschap wordt bepaald door het getal der geboorten, die de bloedverwantschap hebben veroorzaakt. Hierbij telt een erkenning, een gerechtelijke vaststelling van het vaderschap of een adoptie als een geboorte.
Zo is er bloedverwantschap in de eerste graad tussen ouder en kind (anders gezegd: ouder en kind zijn bloedverwant(en) in de eerste graad, de bloedverwanten in de eerste graad van iemand zijn de ouders en kinderen van deze persoon).
Verder is er bloedverwantschap in de tweede graad tussen grootouder en kleinkind, enz.
De graad van bloedverwantschap tussen twee personen in de zijlijn wordt gevonden door het totaal aantal geboorten te tellen, eerst van de ene persoon naar de eerste gemeenschappelijke voorouder, en vervolgens naar de andere persoon. Dit betekent dat broers en zussen bloedverwanten zijn in de tweede graad, ooms en tantes in de derde, en volle neven en nichten in de vierde graad. Kinderen van broer of zus zijn bloedverwant in de derde graad.
Het Belgische en Franse burgerlijk recht hanteren de oude canonieke regel, waardoor zij in de tweede graad verwant zijn.
Er bestaan verschillen qua strafbaarheid voor huwelijken tussen bloedverwanten (consanguïene huwelijken). Een huwelijk tussen neef en nicht is zowel in Nederland als in België niet strafbaar, alleen trouwen met een broer of zus is in Nederland verboden, tenzij dit een broer of zus door adoptie is. Tijdens de invoering van het Nieuwe Burgerlijke Wetboek in 1970 is het verbod op huwelijken tussen aanverwanten en bloedverwanten in de derde graad (dus oom-nicht en tante-neef) opgeheven.

## Incest
Geslachtsgemeenschap tussen bloedverwanten in de nabije graad is bloedschande of incest.

## Genetisch
Tussen twee mensen kunnen meerdere consanguiniteitsverbanden bestaan, bijvoorbeeld naarmate ze meer gemeenschappelijke voorouders hebben. Consanguïne personen hebben meer genen met elkaar gemeen dan op grond van het toeval verwacht kan worden. Zo heeft iedereen 50% van zijn genen gemeen met zijn vader en met zijn moeder; en 25% met ieder van zijn grootvaders en grootmoeders, en gemiddeld 50% met zijn volle broers en zussen.
Bij het bepalen van bloedverwantschap kan DNA een grote rol spelen. Soms blijkt bij genetisch onderzoek naar erfelijke aandoeningen weleens dat iemand met een recessief erfelijke ziekte twee kopieën van een defect gen heeft geërfd van dezelfde al dan niet verre voorouder.
Wanneer een broer en zus of neef en nicht met elkaar kinderen krijgen treedt dit verschijnsel in sterke mate op; maar hoe verder men teruggaat in de tijd, met des te meer mensen men in de verte verwant blijkt te zijn.